# チップチューン (アニメ制作会社)
株式会社チップチューン（英: Chiptune,Inc.）は、日本のアニメ制作会社。株式会社KADOKAWAの子会社。

## 略歴

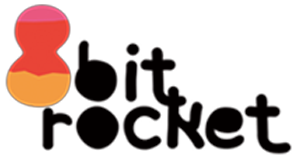
エイトビットロケット時代のロゴ

サテライトのCG制作担当を経て、DR TOKYO（マッドハウスの関連会社で、後のマッドボックス）で撮影・CG部門の管理、プロデュースを務めていた奈良井昌幸が、独立の際にエイトビットの葛西励の支援を受けて、「株式会社エイトビットロケット」として設立（ただし、エイトビットとの資本関係はない）。アニメにおける「撮影」と「CG」を中⼼に、背景美術、ペイント（彩⾊）などを請け負う。
2015年7月20日付で社名を「株式会社チップチューン」に変更。
2022年11月7日、カヤックアキバスタジオと業務提携を締結。
奈良井の死去に伴い、2025年2月17日付でKADOKAWAが株式を取得し⼦会社化。従来の事業と高い技能を持つスタッフの雇用を継続しつつ、KADOKAWAのグループ経営方針により、傘下の制作会社間の連携やグローバルに通⽤するアニメ作品の創出に向けた体制をより⼀層強化するとしている。
ゲームアプリレーベルとして「hipopo（ヒポポ）」、関連会社としてチップチューンにおけるアニメーション制作を担う「ナット」を持つ。